# San Pablo Pixtún
San Pablo Pixtún är en ort i Mexiko.   Den ligger i kommunen Champotón och delstaten Campeche, i den östra delen av landet, 900 km öster om huvudstaden Mexico City. San Pablo Pixtún ligger 8 meter över havet och antalet invånare är 1 498.
Terrängen runt San Pablo Pixtún är platt. Runt San Pablo Pixtún är det glesbefolkat, med 11 invånare per kvadratkilometer. San Pablo Pixtún är det största samhället i trakten. I omgivningarna runt San Pablo Pixtún växer i huvudsak städsegrön lövskog.